# Condado de Benazuza
El condado de Benazuza es un título nobiliario español creado por el rey Felipe IV por Real Despacho de 13 de diciembre de 1663 a favor de Gaspar de Teves y Tello de Guzmán, I  conde de Benazuza.
Su nombre se refiere a la alquería de Benazuza, situada en el municipio andaluz de Sanlúcar la Mayor, en la provincia de Sevilla.

## Condes de Benazuza
- Gaspar de Teves y Tello de Guzmán, I conde de Benazuza, I marqués de la Fuente del Torno, biznieto de Francisco Duarte de Mendicoa e Inés Tavera y Cerón, los II señores de Benazuza. Fue caballero de la Orden de Santiago y embajador en Venecia.[2]

- Gaspar de Teves Tello y Guzmán, II conde de Benazuza, II marqués de la Fuente del Torno;

- Gerolamo Talenti Fiorenza, III conde de Benazuza, IV marqués de Conturbia;

- Gerolamo Talenti Fiorenza, IV conde de Benazuza, V marqués de Conturbia;

- Gerolamo Talenti Fiorenza, V conde de Benazuza, VI marqués de Conturbia;

- Luigi Gerolamo Talentí Fiorenza, VI conde de Benazuza, VII marqués de Conturbia;

- María Luisa de Castellvi y Talentí, VII condesa de Benazuza,[2] VIII marquesa de Conturbia;

- Luis de Solís y Manso ((baut. Jerez de los Caballeros, 8 de marzo de 1800-21 de febrero de 1868), VIII conde de Benazuza y VI marqués de Rianzuela en 1838 por el fallecimiento de la VII condesa. Los derechos a este título los tenía por ser noveno nieto de los II señores de Benazuza, Francisco Duarte de Mendicoa e Inés Tavera y Cerón. :: Contrajo matrimonio con su prima hermana Petra Manso y Soto.[2] El 22 de diciembre de 1856 cedió el título a su hijo;[2]

- Luis María de Solís y Manso (m. París, 5 de febrero de 1892), IX conde de Benazuza, VII marqués de Rianzuela desde 1868, V conde del Prado[3] y diplomático con cargo en la embajada de España en Roma.[4]

Se casó el 20 de junio de 1848 en Andújar con Francisca de Paula Acuña y Espinosa de los Monteros. Cedió el título del condado de Benazuza a su hija por Real Carta de Sucesión del 21 de febrero de 1869.
- Petra de Solís y Acuña, X condesa de Benazuza, casada con José Garcés de Marcilla y Guardiola.[2] Falleció sin descendencia y le sucedió su sobrino.

- Ramón Ceballos-Zúñiga y Cabeza de Vaca (Badajoz, 25 de octubre de 1896-Azuaga, 18 de marzo de 1973), XI conde de Benazuza. Sucedió a su tía Petra de Solís y Acuña en 1914. Contrajo matrimonio el 24 de septiembre de 1918 con Dolores de Jaraquemada y Solís.[5]

- Ramón de Ceballos Zúñiga y Jaraquemada (Badajoz, 7 de agosto de 1919-?), XII conde de Benazuza desde 1975, título que perdió por sentencia judicial a favor de la rama mayor de San Fernando.[5]

- María Rosa Tous de Monsalve y Ceballos-Zúñiga, XIII condesa de Benazuza, casada con José Luis Ledesma Zuluaga.[1]